# Olie Gas Danmark
Olie Gas Danmark er brancheorganisation for den danske olie- og gasbranche. Olie Gas Danmarks medlemmer er olieselskaber og leverandørvirksomheder, som har tilknytning til olie- og gasproduktionen på den danske sokkel. Olie Gas Danmark blev stiftet i 2012 som en sammenlægning af de to tidligere organisationer, Danish Offshore Industry (DOI), som var en del af Dansk Industri, og Danish Operators, som var en forening af olieselskaber på dansk sokkel.
Formand for Olie Gas Danmark er Troels Albrechtsen, Senior Vice President, Head of Corporate Technology & Projects i Maersk Oil.
Olie Gas Danmark har til huse i indre by i København.